# Liste der Biografien/Rica
Liste der Biografien |
Portal Biografien |
Personensuche
# |
A |
B |
C |
D |
E |
F |
G |
H |
I |
J |
K |
L |
M |
N |
O |
P |
Q |
R |
S |
T |
U |
V |
W |
X |
Y |
Z |
?
 
Ra |
Rb |
Rd |
Re |
Rh |
Ri |
Rj |
Rk |
Rl |
Rm |
Rn |
Ro |
Rr |
Rs |
Rt |
Ru |
Rv |
Rw |
Rx |
Ry |
Rz
 
Ria |
Rib |
Ric |
Rid |
Rie |
Rif |
Rig |
Rih |
Rii |
Rij |
Rik |
Ril |
Rim |
Rin |
Rio |
Rip |
Riq |
Rir |
Ris |
Rit |
Riu |
Riv |
Riw |
Rix |
Riy |
Riz
 
Rica |
Ricb |
Ricc |
Rice |
Rich |
Rici |
Rick |
Ricl |
Rico |
Ricq |
Rics |
Rict |
Ricu |
Ricz
Die Liste der Biografien führt alle Personen auf, die in der deutschsprachigen Wikipedia einen Artikel haben. Dieses ist eine Teilliste mit 45 Einträgen von Personen, deren Namen mit den Buchstaben „Rica“ beginnt.

## Rica
- Rica, Andrea (* 1984), spanische Taekwondoin

### Ricaf
- Ricafort Palacín y Abarca, Mariano (1776–1846), kastilischer Gouverneur in La Paz (Rio de la Plata) auf den Philippinen und auf Kuba

### Ricag
- Ricagno, Paolo (* 1957), italienischer Filmregisseur

### Rical
- Ricaldone, Peter (1870–1951), italienischer Salesianer Don Boscos und Generaloberer
- Ricaldoni, Hugo L., uruguayischer Politiker

### Ricam
- Ricamora, Conrad (* 1979), US-amerikanischer Schauspieler und Sänger

### Rican
- Ricantus, antiker römischer Toreut

### Ricar
- Ricard, Amable (1828–1876), französischer Politiker
- Ricard, Anouk (* 1970), französische Comiczeichnerin und Illustratorin
- Ricard, Florence, französische Filmeditorin
- Ricard, Fortunatus Fip (1923–1996), US-amerikanischer Jazzmusiker
- Ricard, Hámilton (* 1974), kolumbianischer Fußballspieler
- Ricard, Jean-Pierre (* 1944), französischer Geistlicher und Kardinal, emeritierter Erzbischof von Bordeaux
- Ricard, John Huston (* 1940), US-amerikanischer Ordensgeistlicher, emeritierter Bischof von Pensacola-Tallahassee
- Ricard, Louis-Xavier de (1843–1911), französischer Schriftsteller und Journalist
- Ricard, Matthieu (* 1946), französischer offizieller Übersetzer des Dalai LamaMatthieu Ricard (* 1946)

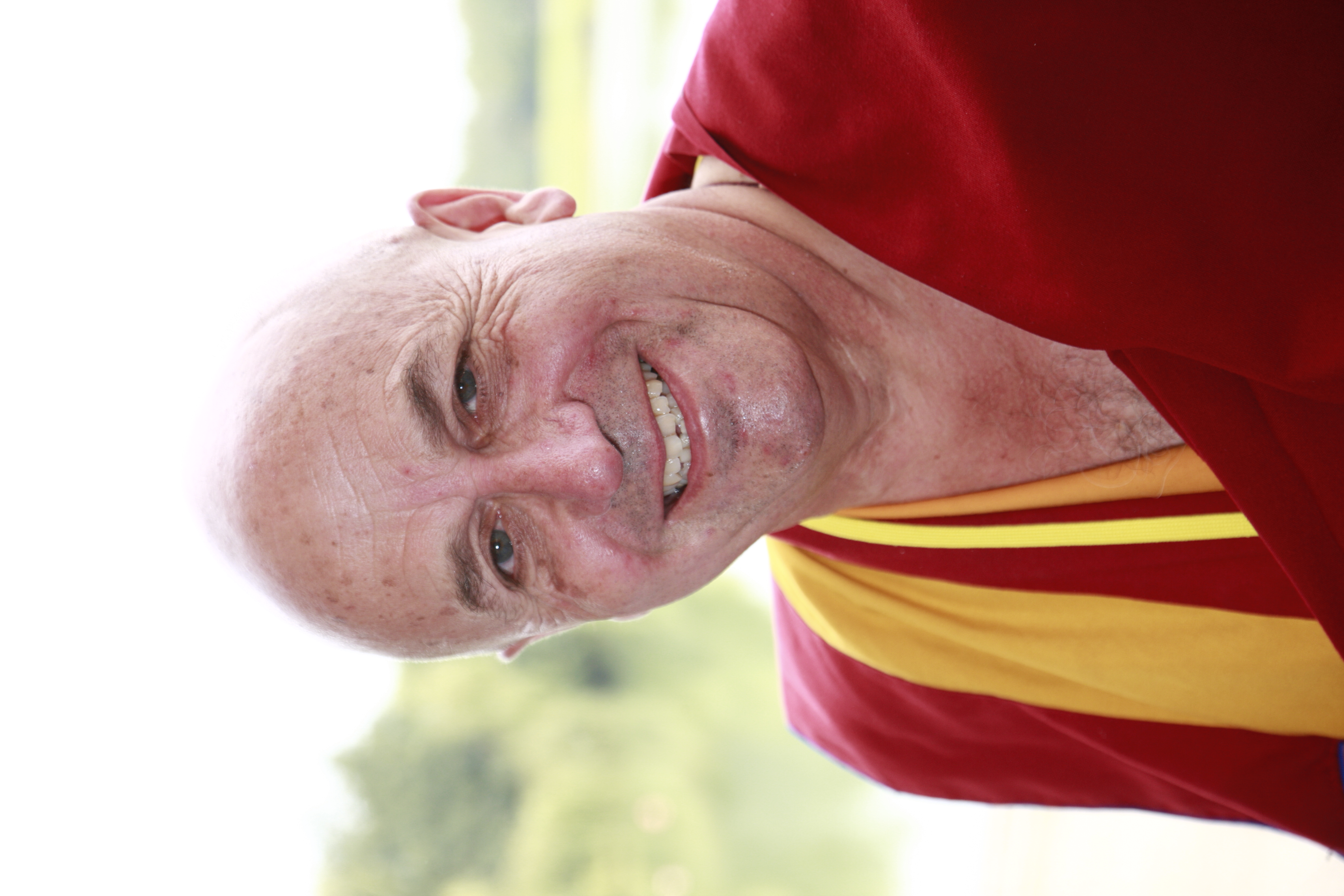
Matthieu Ricard (* 1946)

- Ricard, Nicolas Xavier de (1726–1812), französischer Brigadegeneral und Kommandant von St. Lucia
- Ricard, Patrick (1945–2012), französischer Manager
- Ricard, Patrick (* 1994), US-amerikanischer American-Football-Spieler
- Ricard, Paul (1909–1997), französischer Unternehmer und Firmengründer
- Ricard, Robert (1900–1984), französischer Historiker, Romanist und Hispanist
- Ricard, Théogène (1909–2006), kanadischer Wirtschaftsmanager und Politiker
- Ricardi, Mario (1921–2005), chilenischer Botaniker
- Ricardi, Pablo (* 1962), argentinischer Schachspieler
- Ricardinho, portugiesischer Futsalspieler
- Ricardinho (* 1976), brasilianischer Fußballspieler und -trainer
- Ricardinho (* 1984), brasilianischer Fußballspieler
- Ricardinho (Fußballspieler, März 1989) (* 1989), brasilianischer Fußballspieler
- Ricardinho (Fußballspieler, September 1989) (* 1989), brasilianischer Fußballspieler
- Ricardo (* 1976), portugiesischer Fußballtorhüter
- Ricardo, David (1772–1823), britischer NationalökonomDavid Ricardo (1772–1823)

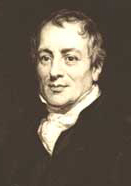
David Ricardo (1772–1823)

- Ricardo, Harry (1885–1974), britischer Ingenieur
- Ricardo, John Lewis (1812–1862), britischer Politiker und Unternehmer
- Ricardo, Jorge (* 1961), argentinischer Jockey im Galoppsport
- Ricardo, José (1888–1937), argentinischer Tangogitarrist und -komponist
- Ricardo, Niño (1904–1972), spanischer Flamenco-Gitarrist und -Komponist
- Ricardo, Paulo (* 1967), brasilianischer katholischer Priester, Fernsehmoderator Schriftsteller und Professor
- Ricardou, Jean (1932–2016), französischer Schriftsteller und Texttheoretiker
- Ricardus Anglicus, englischer Alchemist
- Ricardus Anglicus, englischer Mediziner und Autor medizinischer Schriften
- Ricare Manguiran, Jose (* 1936), philippinischer Geistlicher und emeritierter Bischof von Dipolog
- Ricart, Wifredo (1897–1974), spanischer Ingenieur

### Ricas
- Ricasoli, Bettino (1809–1880), italienischer Staatsmann

### Ricau
- Ricaud de Tirregaille, Pierre, französischer Ingenieur und Architekt
- Ricaud, James Barroll (1808–1866), US-amerikanischer Politiker